# Coronida glasselli
Coronida glasselli is een bidsprinkhaankreeftensoort uit de familie van de Coronididae. De wetenschappelijke naam van de soort is voor het eerst geldig gepubliceerd in 1976 door Manning.